# 154-й Малоярославецкий укреплённый район
154 укреплённый Малоярославецкий район — комплекс оборонительных сооружений и воинское соединение Вооружённых Сил СССР в Великой Отечественной войне. Сформирован на базе переформирования 3-го Летичевского укрепленного района 15 декабря 1941 года. Период боевых действий: с 9 января 1942 года по 29 июня 1944 года.

## История
15 февраля 1942 года комендант 154-го Укреплённого района сообщил в штаб Московской зоны обороны о прибытии войск укреплённого района.
362 и 363 опулаб прибыли на рубеж Укрепленного района 10 февраля 1942 года, и дислоцируются в пунктах:
1. 362 опулаб: штаб и штабные подразделения — Барановка; 1-я рота — Песочная; 2-я рота — Фролово; 3-я рота — Грибаново ; 4-я рота — Редькино.
2. 363 опулаб: штаб и штабные подразделения — Бабичево; 1-я рота — Подсосино; 2-я рота — Иняхино[3]; 3-я рота — Нероновка ; 4-я рота — Бутырки.

368 и 369 опулаб прибыли на станцию Малоярославец 12 февраля 1942 года и сразу направились в намеченные пункты дислокации:
1. 368 опулаб: штаб и штабные подразделения — Кудиново; 1-я рота — Лукьяновка; 2-я рота — севернее 1,5 км. Ильинское высота 146,0 в землянках[4]; 3-я рота — западнее 1 км. Ильинское высота 146,0 в землянках ; 4-я рота — Выглово и Вихляево. Тылы батальона временно дислоцируются в Буреково до убытия авиачасти из Кудинова.
2. 369 опулаб — штаб и штабные подразделения; 1-я рота — Ищеино; 2-я рота — Гордеево; 3-я рота — Юрьевское ; 4-я рота — Рылово[5].

Из-за отсутствия конского состава, особенно артиллерийских лошадей и автомашин часть груза материальной части и боеприпасы 15 февраля 1942 года всё ещё оставались на местах выгрузки: 362-го и 363-го опулаб на станции Суходрев, 368-го и 369-го опулаб на станции Малоярославец. Из положенных по штату опулаб 41 верховых, 72 артиллерийских и 117 обозных лошадей: 362-й имеет только 86 обозных лошадей; 863-й — 40; 868-й — 26; 369-й — 28. Кроме нехватки артиллерийских и строевых лошадей, отсутствовали необходимые амуниция и сёдла. Автомашин пульбату положено одна легковая и 13 грузовых. Пульбаты имели только по одной полуторной машине.
22 февраля 1942 года войска укрепрайона получили боевой приказ комендата 154-го Укреплённого района занять и прочно удерживать:
346 опулаб — район справа Слуговищево, слева Тычки и в глубину Корякино, Троицкое с передним краем: зап. окраина Слуговищево, выс. 216,0, вост. окраина Марьино, зап. окраина Шеенка, (иск.) Якушкино, Федосово, выс. 198,9, вост. окраина Брюхово, Дураково, Тычки. Граница справа — граница с Можайским укрепленным районом. Граница слева — (иск.) Семеновка, Тычки, Благовещенск, (иск.) Набережная Слобода. КП командира 346 опулаб — Нов. Крюково, БПМ, БПП, хоз. взвод — Крюково. 1-я рота 346 опулаб — Слуговищево, (иск.) Марьино и в глубину Корякино. КП командира роты вост. скаты высоты 197,8. РПМ, РПП — зап. окраина Корякино. Хоз. отделение — вост. окраина Корякино. 2-я рота 346 опулаб — Марьино, (иск.) Никитское, тыльная точка Иванково. КП командира роты выс. 223,2. РПМ, РПП, хоз. отделение вост. окраина Растригино. 3-я рота 346 опулаб — Никитское, (иск.) надпись р. Бычек и в глубину выс. 226,5. КП командира роты южн. окраина Никитское. РПМ, РПП — зап. скаты выс. 226,5. Хоз. отделение — юг. вост. окраина Никитское. 4-я рота 346 опулаб — надпись р. Бычек — Тычки, тыльная точка вост. окраина Троицкое. КП командира роты в районе выс. 220,1. РПМ, РПП и хоз. отделение — на вост. окраине Троицкое.
347 опулаб — район справа южн. скаты выс. 208,8, слева Шувалово. Тыльная точка — (иск.) Холмец, (иск.) Федорино с передний краем — Новая деревня, Нероново, зап. окраина Рогозино, по р. Ксёма, Шувалово. Граница справа — граница с 346-м опулаб. Граница слева — (иск.) Александровка, (иск.) Троицкое, Шувалово, (иск.) клх. им. Ленина, клх. Красная Заря. КП командира 347 опулаб — выс. 144,6. БПМ, БПП и хоз. взвод — Старая. 1-я рота 347 опулаб — (иск.) выс. 208,8, Нероново и в глубину (иск.) выс. 200. КП командира роты выс. 210, РПП — вост. окраина Павлищево, РПМ и хоз. отделение — опушка рощи сев. вост. КП 500 метров. 2-я рота 347 опулаб — (иск.) Нероново, (иск.) Рогозино и в глубину (иск.) Холмец. КП командира роты в районе выс. 102,2. РПМ, РПП — роща сев. вост. КП 500 м. Хоз. отделение — сев. РПМ. З-я рота 347 опулаб — Рогозино, (иск.) Дылдино и в глубину Старая. КП командира роты — Безымянная высота, что 800 м зап. Данилово. РПМ и хоз. отделение — юг. вост. окраина Старая, РПП — Данилово. 4-я рота 347 опулаб — Дылдино, Шувалово и в глубину (иск.) Федорино, КП командира роты — юг.вост. окраина Дылдино. РПМ, РПП, хоз. отделение — роща юг. вост. Дылдино 500 м.
369 опулаб — район справа (иск.) Шувалово, слева Константиново и в глубину (иск.) Коростелево, Юрьевское с передним краем по р. Ксёма до Афанасово и дальше по р. Лужа. Граница справа — граница 347 опулаб, граница слева Мансурово, Бордодынка, Константиново, клх. Ленинский путь, выс.164,6. КП командира батальона — выс. 135,9. БПМ, БПП и хоз. взвод — сев. вост. окраина Юрьевское. 1-я рота 369 опулаб — (иск.) Шувалово, Ищеино и в глубину (иск.) Коростелево. КП командира роты — выс. 194,6. РПМ, РПП и хоз. отделение — опушка рощи, что вост. 2 км. Шувалово. 2-я рота 369 опулаб — (иск.) Ищеино, (иск.) Афанасово и в глубину Гордеево. КП командира роты — выс. 137,7. РПМ, РПП и хоз. отделение — зап.окраина Гордеево. 3-я рота 369 опулаб — справа Афанасово, слева надпись р. Лужа и в глубину Юрьевское. КП командира роты — зап.окраина Юрьевское. РПМ, РПП и хоз. отделение — сев. вост. окраина Юрьевское. 4-я рота 369 опулаб — надпись р. Лужа, слева Константиново и в глубину (иск.) Рылово. КП командира роты — Безымянная высота сев. надписи Грядки. РПМ, РПП хоз. отделение — роща сев. зап. 1 км. Рылово.
368 опулаб — район справа (иск.) Константиново, слева М. Шубинка и в глубину выс. 193,2, выс. 194,2 с передним краем: зап. окраина Остреево, по р. Лужа, Ильинское, по р. Выпрейка, зап.окраина М. Шубинка. Граница справа — граница 369 опулаб граница слева — (иск.) Свитино, Кудиновские Хутора, М. Шубинка, Костино, свх. Песчаный. КП командира батальона — выс.1 88,0. БПМ, БПП и хоз. взвод — свх. Кудиново. 1-я рота 368 опулаб — (иск.) Константиново, слева Лукьяново и в глубину выс. 193,2. КП командира роты вост. 500 м. Остреево. РПМ, РПП и хоз. отделение — роща, что сев. зап. от выс. 198,2 — 500 м. 2-я рота 368 опулаб — (иск.) Лукьяново, слева Ильинское и в глубину выс. 175,5. КП командира роты — опушка рощи, что 800 м сев. Ильинское. РПМ, РПП и хоз. отделение — выс. КП 500 м. 3-я рота 368 опулаб — (иск.) Ильинское, слева выс. 151,7 и в глубину Сергеевка. КП командира роты — в районе выс.178,7. РПМ, РПП и хоз.подразделение — роща вост. КП 500 м. 4-я рота 368 опулаб — (иск.) выс.151,7, слева М. Шубинка и в глубину вост. 1 км. Б. Шубинка. КП командира роты — южн. окраина Б. Шубинка. РПМ, РПП и хоз. отделение — роща сев. вост. Б. Шубинка.
363 опулаб — район справа (иск.) М. Шубинка, слева Косилово и в глубину выс. 203,5, Придача, с передним краем вост. окраина М. Шубинка, выс. 186,4, (иск.) выс. 165,4, вост. окраина Машкино, по р. Олешенка, Косилово. Граница справа — граница 363 опулаб, граница слева — (иск.) Обоухово, Барятино, Косилово, Б. Ноздрино, Ожогино. КП командира батальона — выс. 198,0. БПМ, БПП и хоз. взвод — Холопово. 1-я рота 363 опулаб — (иск.) М. Шубинка, опушка рощи юг. зап. 800 м выс. 183,0 и в глубину (иск.) дом лесника. КП командира роты — выс. 196,6. РПМ, РПП и хоз. отделение — роща 500 м вост. выс.196,6. 2-я рота 363 опулаб — от левой границы 1-й роты, слева южн. скаты выс.194,1 и в глубину выс. 203,5. КП командира роты — выс. 202,6. РПМ, РПП и хоз. отделение — в районе выс. 200,8, вост. 600 м. 3-я рота 363 опулаб — (иск.) выс.194,1, слева (иск.) Бутырки и в глубину Нероновка. КП командира роты — выс. 191,0. РПМ, РПП и хоз. отделение — Нероновка. 4-я рота 362 опулаб — Бутырки, слева Косилово и глубину зап. окраина Придача. КП командира роты — выс. 172,4. РПМ, РПП и хоз. отделение — сев. зап. окраина Придача.
362 опулаб — район, справа (иск.) Косилово, слева до р. Суходрев 500 м вост. Устье и в глубину Фролово, Грибаново с передним краем юго-зап. Косилово, зап скаты выс. 205,6, Ясенки, Заполье, выс. 166,6. Граница справа — граница с 363-и опулаб, граница слева — с Калужским укрепленным районом. КП командира батальона — выс. 195,5. БПМ, БПП и хоз. взвод — Барановка. 1-я рота 362 опулаб — (иск.) Косилово, Зажово и в глубину надпись Песочня. КП командира роты — выс. 184,2. РПМ, РПП и хоз. отделение — сев.зап. окраина Песочня. 2-я рота 362 опулаб — (иск.) Зажово, (иск.) Заполье и в глубину Фролово. КП командира роты — выс.199,4. РПМ, РПП и хоз. отделение — юго-зап. окраина Фролово. 3-я рота 362 опулаб — Заполье, (иск.) Грибаново и в глубину (иск.) Гавшино. КП командира роты — выс. 184,7. РПМ, РПП и хоз. отделение — сев. зап. окраина Гамышево. 4-я рота 362 опулаб — Грибаново, до левой границы батальона и в глубину Редькино. КП командира роты — южн. окраина Редькино. РПМ, РПП и хоз. отделение — юго-вост. окраины Редькино.
30 марта 1942 года для занятия рубежа убывших 362-го и 363-го пулемётно-артиллерийских батальонов комбриг Якимович приказал:
1. Командиру 368 опулаб занимать рубеж: граница справа — прежняя, граница слева отм. 196,6.
2. Командиру 298 опулаб занять рубеж справа — (иск.) отм. 196,6, слева (иск.) Грибаново.
3. Более важными направлениями являются:

а) Машкино,
б) Косилово,
в) Песочня,
г) Зажово,
д) Ясенки,
е) Заполье.
1. Дислокацию установить:

1-я рота — Нероновка,
2-я рота — Песочня,
3-я рота — Фролово,
4-я рота — Гамышево.
Штаб батальона — Бабичево.
1. Связь с ротами поддерживать через Барановку, также связаться со штабом 694 птап находящимся там же.
2. Подчинить батарею 40 мм пушек 4 орудия 368 опулаб и батарею — 4 орудия 362 опулаб, приняв: людей, материальную часть и боеприпасы. Людей зачислить на все виды довольствия.
3. Разведку высылать в направлении Петрушино по маршруту: Бабичево, Машкино, Митюрино, Петрушино и Бабичево, Косилово, Кожухово, Маковцы.
4. 1/3 огневых средств держать на огневых позициях, согласно ранее отданных указаний.
5. Боевое охранения выставлять на линии: Яблоновка, Носыкино, Жуино.
6. Принять в Управлении УР всю огневую документацию за 362 и 363 опулаб.
7. Занятие рубежа начать немедленно 30.03.42. Окончить 31.03.42. О занятии донести 31.03.42.

В ночь на 12 мая 1942 года 152 ГАП БМ выступил по маршруту Москва, Нарофоминск, Малоярославец и к утру 15 мая сосредоточился в районе Костино, поступив в оперативное подчинение Коменданта 154-го Укрепрайона, составляя с 409 ОТПАД группу АДД УР. Район ОП — 1-й дивизион — лес 1,5 км севернее Зайцево, 2-й дивизион — лес 0,5 км юго-восточнее Зайцево. Командный пункт — лес 1 км севернее Б. Шубинка в районе отметки 194,2. Приказом Начальника Артиллерии МЗО готовность с полным инженерным оборудованием определена к 20 мая 1942 года.

### Боевой путь части
15 декабря 1941 года в составе Московской зоны обороны был сформирован 154-й Укреплённый район (154 УР).
С 15 января 1942 года по 22 нарта 1943 года войска 154 УР занимали оборону на дальних подступах к Москве на рубеже Полотняный Завод — Малоярославец.
20 марта 1943 года 154 УР перешел в подчинение 20-й Армии и 22-го марта 1943 года части УР вышли на Вяземский рубеж обороны.
2 мая 1943 года части УР заняли Мосальский рубеж обороны.
С 14 сентября 1943 года 154 УР перешел в подчинение 49-й Армии с вступлением в боевые действия на р. Десна. Совместно в полевыми войсками 154-му Укрепленному району была поставлена задача форсировать р. Десна и вести наступательные боевые действия. После форсирования р. Десна частями УР были форсированы реки: Снопоть, Остёр, Сож.
6 октября 1944 года войска 154 УР, преодолевая упорное сопротивление противника, вышли на р. Проня в р-не м. Дрибин, Могилёвской области, где перешли к жесткой и долговременной обороне, по фронту 28 километров.
25 апреля 1944 года 154 УР перешел в подчинение 33-й Армии.
23 июня частями 154 УР была форсирована р. Проня и преодолевая сильное сопротивление противника за три дня боевых действий войска УР вышли с боями на р. Днепр в районе Шклов.
25 июня 1944 года 154-й Укреплённый район был сосредоточен в районе Рекотка — Рябки — Мошково. На основании приказа Войскам 2-го Белорусского фронта № 055 от 25. 06. 44 г. на базе 154 УР началось формирование 343-й стрелковой дивизии.
1 июля 1944 года дивизия в основном была сформирована, имела численность 5457 человек и находилась в резерве фронта .
3 июля 1944 года дивизия выступила маршем в западном направлении и за 16 суток прошла 623 километров от дер. Рекотка до вост. берега р. Свислочь, доукомплектовываясь на марше.

### Боевой состав укреплённого района
| 298 опулаб                             | 01.12.1942 — 01.06.1944. | |
| 299 опулаб                             |                          | обращён на формирование 356-го стрелкового полка 343-й стрелковой дивизии 10.07.1944. |
| 346 опулаб                             |                          | |
| 347 опулаб                             | 25.02.1942 — 29.06.1944. | обращён на формирование 376-го стрелкового полка 343-й стрелковой дивизии 01.07.1944. |
| 357 опулаб                             | 09.01.1942 — 29.06.1944. | обращён на формирование 370-го стрелкового полка 343-й стрелковой дивизии 01.07.1944. |
| 362 опулаб                             | 20.07.1942 — 29.06.1944. | Прибыл на ст. Любницы 08.04.1942. 06.05.1942 находился в районе Плешаково — Поддубье — Ершино. С 11.04.1942, находясь в оперативном подчинении 90-го Ловатского УРа, в полном составе принимал участие в боях на рубежах по восточному берегу реки Ловать, в районе Старое Рамушево (ныне Старорусский район Новгородской области). |
| 363 опулаб                             | 20.06.1942 — 09.10.1943. | В составе 154 УР с 21.01.1942 по 28.03.1942. 08.04.1942 прибыл на ст. Любницы в распоряжении 288 сд. С 14.04.1942 принимал участие в тяжёлых боях на рубежах по восточному берегу реки Ловать в районе Новое Рамушево (ныне Старорусский район Новгородской области), где почти полностью погиб, остановив на несколько дней продвижение пехотной дивизии противника. По свидетельству генерал-лейтенанта Н. Ф. Ватутина: «батальон героически сражался до последнего патрона…». |
| 368 опулаб                             | 01.02.1942 — 29.06.1944. | обращён на формирование 356-го стрелкового полка 343-й стрелковой дивизии 01.07.1944. |
| 369 опулаб                             | 25.01.1942 — 29.06.1944. | обращён на формирование 370-го стрелкового полка 343-й стрелковой дивизии 01.07.1944. |
| 392 опулаб                             | 01.04.1942 — 29.06.1944. | обращён на формирование 376-го стрелкового полка 343-й стрелковой дивизии 01.07.1944. |
| 393 опулаб                             | 01.04.1942 — 29.06.1944. | |
| 266-я отдельная рота связи.            | 09.01.1942 — 29.06.1944. | 01.07.1944 в полном составе перешли в 343-ю стрелковую дивизию. |
| 304-я отдельная разведывательная рота. |                          | 01.07.1944 в полном составе перешли в 343-ю стрелковую дивизию. |
| 159-й полевой автохлебозавод.          | 01.05.1942 — 03.30.1943. | |
| 1152 гап                               | 12.05.1942 — ?           | |
| 402 отпадн                             |                          | |
| 253 озадн                              |                          | |
| 1074-й артполк укрепрайона             | 20.03.1942 — ?           | |
| 1808 военно-почтовая станция           | 14.02.1942 — 29.06.1944. | |

## Подчинение
| Дата                    | Фронт (округ)            | Армия      | Корпус (группа)         | Примечания |
| ----------------------- | ------------------------ | ---------- | ----------------------- | ---------- |
| 09.01.1942 — 21.03.1943 |                          |            | Московская зона обороны |            |
| 09.01.1942 — 29.06.1944 | Московский военный округ |            |                         |            |
| 09.01.1942 — 30.04.1944 | Западный фронт           |            |                         |            |
| 22.03.1943 — 20.07.1943 |                          | 20-я армия |                         |            |
| 15.09.1943 — 22.04.1944 |                          | 49-я армия |                         |            |
| 23.04.1944 — 29.06.1944 |                          | 33-я армия |                         |            |

— При составлении таблицы использовались материалы интернет-ресурса МО РФ «Память народа».

### Строительство укреплённого района
Строительством комплекса оборонительных сооружений 154 УР занималась 4-я бригада 3-й сапёрной армии. Штаб бригады располагался в Малоярославце.
15 марта 1942 года Штаб 4-й сапёрной бригады сообщил:
1. Батальоны бригады дислоцируются в районах Полотняного Завода, восточнее Медыни, севернее и юго-западнее Малоярославца;
2. 4-я сапёрная бригада располагает своими 10-ю отдельными сапёрными батальонами (1696, 1697, 1701, 1703, 1705, 1707, 1709, 1710, 1711) и 4-м автотракторным батальоном (АТБ) расквартированным в г. Малоярославец; приданными 5-ю батальонами из 16-й сапёрной бригады[к 8]. (1314, 1317, 1343, 1344, 1348), 2-мя батальонами из 7-й сапёрной бригады[к 9]. (1764, 1765) и 1784-м отдельным сапёрным батальоном (осбат) сапёрной армии Западного фронта. Все приданные части в полном составе входят в распоряжение Штаба 4-й сапёрной бригады.
3. Для руководства и помощи на строительстве рубежа распределены инженеры-фортификаторы.
4. Командирам батальонов бригады приказано приступить к строительству рубежа Павлищево — Полотняный Завод с 14 марта 1942 года, окончить строительство рубежа первой очереди 26 марта 1942 года.
5. Расположение батальонных районов обороны[к 10], дислокация частей и ответственные за строительство инженеры-фортификаторы:

- № 5, 6 и предмостье — инженер-фортификатор Путилов; 1764 осбат — Рогозино, Нероново; 1765 осбат — Павлищево.
- № 7, 8 и предмостье — инженер-фортификатор Гаврилов; 1696 осбат — Старая, Марьино; 1709 осбат — Коростелево.
- № 12, 13 и предмостье — инженер-фортификатор Фуксон; 1710 осбат — Константиново, Коростелево; 1784 осбат — Лужное.
- № 14 и предмостье — инженер-фортификатор Баграмян; 1701 осбат — Ильинское, Сергиевка; 1317 осбат — Пирогово.
- № 15, 16 — инженер-фортификатор Кипшидзе; 1314 осбат — Станки; 1707 осбат — Подсосено, Большая Шубинка.
- № 19, 20 -инженер-фортификатор Чуваев; 1343 осбат — Машкино, Яблоновка; 1344 осбат — Машкино. Инженер-фортификатор Максимов; 1697 осбат — Кожухово, Желтыкино; 1699 осбат — Большое Болынтово, Заполье.
- № 21; 22 и предмостье — инженер-фортификатор Никитенко; 1348 осбат — Некрасово; 1711 осбат — Фролово, Чубарово-Русино[18].
- № 24 — инженер-фортификатор Селиверстов; 1703 осбат — Редькино, Грибаново, Поповичи, Юдинки; 1705 осбат — Меленки и Кашенки.

Помимо воинских формирований к строительству оборонительных сооружений активно привлекалось гражданское население Московской области. Так, из жителей Малоярославецкого района весной 1942 года было сформировано четыре строительных батальона. С 16 апреля по 10 июня они построили 104 огневые точки. Из жителей Малоярославецкого, Боровского, Угодско-Заводского районов Московской области и Медынского района Смоленской области в марте была сформирована строительная бригада, которая за три месяца работы проложила 5,5 км противотанковых рвов и соорудила 250 огневых точек. Работы велись по 12 часов в день, планы строительства регулярно перевыполнялись.

### Полевые войска
16 марта 1942 года коменданту 154-го Укреплённого района и командиру 132-й стрелковой бригады подготовлена директива штаба Московской зоны обороны, в ней предписывалось:
1. Определить местом постоянной дислокации 132-й стр. бригады район Малоярославца.
2. Разместить бригаду компактно побатальонно в прилегающих к Малоярославцу населенных пунктах[к 12].
3. Коменданту 154-го Укреплённого района поставить задачи бригаде: 1. на оборону участка: (иск.) Ищеино, Подсосено, Шумятино, Тиняково, уточнив её на местности; 2. на подготовку контратак внутри оборонительной полосы и перед передним краем в направлениях: а) Малоярославец, Боболи, Кременское; б) Малоярославец, Медынь; в) Малоярославец, Подсосино.
4. Бригаде приступить к рекогносцировке оборонительного участка и к усиленной боевой подготовке, исходя из следующего: 1. бригада предназначена в качестве войск полевого заполнения; 2. бригада должна быть подготовлена к ведению: а) упорного оборонительного боя в условиях полевой обороны; б) упорного оборонительного боя в условиях заблаговременно подготовленного рубежа с долговременными сооружениями (ДОТ, ДЗОТ); в) умелых наступательных действий во взаимодействии с артиллерией, танками, авиацией и постоянными гарнизонами УР.
5. На оборонительном участке бригады в первую очередь оборудовать простейшие полевые оборонительные сооружения (окопы, площадки для пулеметов, минометов и орудий с легкими перекрытиями от осколков). Во вторую очередь развивать всю систему оборонительных сооружений и строить ДЗОТы из расчета на один батальонный район, размером 2-3 км по фронту и 1,5-2,5 км в глубину: ДЗОТов пулеметных — по числу наличия пулеметов в батальонах бригады; ДЗОТов для 45 мм пушек — 4; ДЗОТов КНП комроты — 3; ДЗОТов КНП комбата — 1; площадок для 122 мм пушек — 2; скрывающихся огневых точек на один станковый пулемет — 10.
6. Вероятные направления для контратак рекогносцировать, на направлениях наметить ряд наивыгоднейших рубежей для развертывания бригады для боя.
7. Коменданту УРа представить на утверждение: а) решение на использование бригады при обороне участка, с расчетом времени, необходимого для занятия рубежа с момента выхода бригады из района расположения до полной готовности к обороне; б) результаты рекогносцировки направлений вероятных контратак, с кратким расчетом на производство ремонта необходимых дорог.

16 марта 1942 года коменданту 154-го Укреплённого района и командиру 114-й стрелковой бригады подготовлена директива штаба Московской зоны обороны, в ней предписывалось:
1. Определить местом постоянной дислокации 114-й стр. бригады район Детчина. Разместить бригаду компактно побатальонно в прилегающих к Детчину населенных пунктах. Штаб бригады — Детчино.
2. Бригаде поступить в оперативное подчинение коменданта 154 УР.
3. Коменданту 154-го Укреплённого района поставить задачи бригаде: 1. на оборону участка: Б. Болынтово, Товарково, (иск.) Мызги, уточнив участок на местности. 2. на подготовку контратак перед передним краем в направлениях: а) Детчино, Медынь; б) Детчино, Кондрово; в) Детчино, Полотняный Завод, Юхнов; г) Детчино, Малоярославец; д) Детчино, Калуга.
4. Бригаде приступить к рекогносцировке своего оборонительного участка, направление вероятных контратак и к усиленной боевой подготовке, исходя из следующего: 1. бригада предназначена в качестве войск полевого заполнения УР; 2. бригада должна быть подготовлена к ведению: а) упорного оборонительного боя в условиях полевой обороны; б) упорного оборонительного боя в условиях заблаговременно подготовленного рубежа с долговременными сооружениями (ДОТ, ДЗОТ); в) умелых наступательных действий во взаимодействии с артиллерией, танками, авиацией и постоянными гарнизонами УР. 3. На оборонительном участке бригады в первую очередь оборудовать простейшие полевые оборонительные сооружения (окопы, площадки для пулеметов, минометов и орудий с легкими перекрытиями от осколков). Во вторую очередь развивать всю систему оборонительных сооружений и строить ДЗОТы из расчета на один батальонный район, размером 2-3 км по фронту и 1,5-2,5 км в глубину: ДЗОТов пулеметных — по числу наличия пулеметов в батальонах бригады; ДЗОТов для 45 мм пушек — 4; ДЗОТов КНП комроты — 3; ДЗОТов КНП комбата — 1; площадок для 122 мм пушек — 2; скрывающихся огневых точек на один станковый пулемет — 10.
5. Вероятные направления для контратак рекогносцировать, на направлениях наметить ряд наивыгоднейших рубежей для развертывания бригады для боя.
6. Коменданту УРа представить на утверждение: а) решение на использование бригады при обороне участка, с расчетом вмени необходимого для занятия рубежа с момента выхода бригады из района расположения до полной готовности к обороне; б) результаты рекогносцировки направлений вероятных контратак, с кратким расчетом на производство ремонта необходимых дорог.

16 марта 1942 года коменданту Малоярославецкого УР, коменданту Можайского УР, командиру 257-й стрелковой бригады подготовлена директива штаба Московской зоны обороны, в ней предписывалось:
1. Определить местом постоянной дислокации 257-й стр. бригады район Вереи. Разместить бригаду компактно побатальонно в прилегающих к Верее населенных пунктах. Штаб бригады — Верея.
2. 257-й стр. бригаде поступить в оперативное подчинение коменданта Малоярославецкого УР.
3. Коменданту Малоярославецкого УР поставить задачи бригаде: 1. На оборону участка: Гольтяево, Абрамовское, (иск.) Медовники, уточнив его на местности. 2. На рекогносцировку участка: Коржень, Шустиково. 3. На подготовку контратак внутри оборонительной полосы и перед передним краем в направлениях: а) Верея, Можайск; б) Верея, Никольское, Одинцы; в) Верея, Лобаново, Кременское, Медынь; г) Верея, Боровск, Малоярославец.
4. Бригаде приступить к рекогносцировке оборонительного участка и к усиленной боевой подготовке, исходя из следующего: 1. бригада предназначена в качестве войск полевого заполнения УР; 2. бригада должна быть подготовлена к ведению: а) упорного оборонительного боя в условиях полевой обороны; б) упорного оборонительного боя в условиях заблаговременно подготовленного рубежа с долговременными сооружениями (ДОТ, ДЗОТ); в) умелых наступательных действий во взаимодействии с артиллерией, танками, авиацией и постоянными гарнизонами УР. 3. На оборонительном участке бригады в первую очередь оборудовать простейшие полевые оборонительные сооружения (окопы, площадки для пулеметов, минометов и орудий с легкими перекрытиями от осколков). Во вторую очередь развивать всю систему оборонительных сооружений и строить ДЗОТы из расчета на один батальонный район, размером 2-3 км по фронту и 1,5-2,5 км в глубину: ДЗОТов пулеметных — по числу наличия пулеметов в батальонах бригады; ДЗОТов для 45 мм пушек — 4; Д3ОТов КНП комроты — 3; Д3ОТов КНП комбата — 1; площадок для 122 мм пушек — 2; скрывающихся огневых точек на один станковый пулемет — 10.
5. Вероятные направления для контратак рекогносцировать, на направлениях наметить ряд наивыгоднейших рубежей для развертывания бригады для боя.
6. Коменданту УРа представить на утверждение: а) решение на использование бригады при обороне участка, с расчетом вмени необходимого для занятия рубежа с момента выхода бригады из района расположения до полной готовности к обороне; б) результаты рекогносцировки направлений вероятных контратак, с кратким расчетом на производство ремонта необходимых дорог.

## Командиры
- Комендант Якимович Антон Иванович, генерал-майор (15.01.1942 — 29.06.1944).
- Начальник штаба Малинский Александр Иванович, майор (22.02.1942 — 23.03.1942).
- Начальник штаба Мариничев Алексей Николаевич, подполковник (08.04.1942 — 29.06.1944)[1].
- Военный комиссар Меняйло Петр Лаврентьевич, полковой комиссар (1942 — ?)

## Комментарии
1. ↑  Батальонный медицинский пункт (БПМ) — медицинский пункт периода Великой Отечественной войны, развертывавшийся в бою для медицинского обеспечения действий батальона[7].
2. ↑  Для доставки боеприпасов организуются батальонный патронный пункт (БПП) и ротные патронные пункты (РПП) — см. Сборник боевых документов/04/23
3. ↑  В бою посты медицинской помощи выставляются в ближайшем тылу каждой стрелковой роты (РПМ — ротный пост мед. помощи) за счет сан. отделений этих рот[8]
4. ↑  ОПУЛАБ — отдельный пулеметный артиллерийский батальон
5. ↑  ГАП — гаубичный артиллерийский полк
6. ↑  ОТПАДН — отдельный тяжелый пушечный артиллерийский дивизион
7. ↑  ОЗАДН — отдельный зенитный артиллерийский дивизион
8. ↑  16-я саперная бригада (16 сапбр) до передачи в 3-ю саперную армию (3 сап А) входила в состав 6-й саперной армии (6 сап А). На базе 16 сапбр с февраля 1942 года формировалась 18-я стрелковая дивизия.
9. ↑  7-я саперная бригада первого формирования (7 сапбр). В соответствии постановлением № ГКО-1239сс от 4 февраля 1942 года на базе 7 сапбр сформирована 64-я стрелковая дивизия.
10. ↑  Батальонный район обороны — участок местности, подготовленный в инженерном отношении, ограниченный с фронта передним краем обороны, с флангов — разграничительными линиями, с тыла — тыльной границей обороны и предназначенный для развертывания батальона в боевой порядок; часть участка обороны полка[17].
11. ↑  132-я стрелковая бригада формировалась в Чкаловской области (Сорочинск) с конца 1941 по март 1942 года.
Командир — подполковник Кучеренко, Петр Гаврилович, с декабря 1941 года.
В марте 1942 года вошла в состав 30-й Армии.
В августе 1942 года вела боевые действия под д. Дешёвки, Полунино Ржевского района Калининской области.
C 25 сентября 1942 года — 49-я отдельная лыжная бригада (49 олбр, 1777 ППС).[20]
12. ↑  В своей повести «Дорога в Бородухино»[21] Вячеслав Кондратьев довольно точно описывает Малоярославец 1942-го года и дорогу от Малоярославца до Бородухина, что косвенно может свидетельствовать о месте дислокации 132 сбр
13. ↑  114-я стрелковая бригада формировалась в Чкаловской области (Орск) с конца 1941 по март 1942 года.
Командир — (18.12.1941—15.02.1943) подполковник Красноштанов И.Д.
В марте 1942 года вошла в состав 30-й Армии.
В августе 1942 года вела боевые действия под Ржевом.
22 сентября 1943 года форсировала р.Каспля и во взаимодействии с 210-й стрелковой дивизией штурмом овладела городом Демидов. За этот бой приказом Верховного Главнокомандующего бригада получила почетное наименование «Демидовская»[22]
14. ↑  257-я стрелковая бригада формировалась в Московском военном округе с конца 1941 по март 1942 года.
Командир — (по 18.10.1942) подполковник Червоний Л.Д.
В августе 1942 года вошла в состав 61-й Армии.
В октябре 1942 года переформирована в 51-ю отдельную лыжную бригаду.[23]